# Heteromysis maxima
Heteromysis maxima är en kräftdjursart som beskrevs av Murano 1998. Heteromysis maxima ingår i släktet Heteromysis och familjen Mysidae. Inga underarter finns listade i Catalogue of Life.